# ریوتا دوی
ریوتا دوی (انگلیسی: Ryota Doi؛ زادهٔ ۲۷ اوت ۱۹۸۷) بازیکن فوتبال اهل ژاپن است.
از باشگاه‌هایی که در آن بازی کرده‌است می‌توان به باشگاه فوتبال آلبیرکس نیگاتا و باشگاه فوتبال ویسل کوبه اشاره کرد.